# Keszeg
Keszeg é um município da Hungria, situado no condado de Nógrád. Tem 9,95 km² de área e sua população em 2015 foi estimada em 641 habitantes.